# Ervin Keszei
Ervin Keszei (1934) è un ex cestista ungherese.

## Carriera
Con l'Ungheria ha disputato i Campionati europei del 1957.